# Handley Page Basic Trainer
El Handley Page HPR.2 Basic Trainer fue un avión de entrenamiento británico de los años 50. Era un monoplano de ala baja monomotor, con tren de aterrizaje de rueda de cola fijo.

## Desarrollo
El HPR.2 fue desarrollado por Handley Page Reading Ltd como entrenador básico en respuesta a la Especificación T.16/48 del Ministerio del Aire, que solicitaba un entrenador para reemplazar a los avejentados Percival Prentice.
El Basic Trainer voló por primera vez en mayo de 1950. Las pruebas mostraron que era un avión más complicado y menos indulgente que su rival, el Percival P.56. Aunque Handley Page confiaba en que el HPR.2 podía ser mejorado, el Ministerio del Aire eligió poner en producción el P.56 como Provost. Se construyeron y volaron dos prototipos (el WE496 con c/n HPR.142 y el WE505 con c/n HPR.143), pero no se realizaron encargos.

## Especificaciones (Basic Trainer)
Referencia datos: Jane's All The World's Aircraft 1951–52

### Características generales
- Tripulación: Dos
- Longitud: 9,1 m (29,9 ft)
- Envergadura: 11,3 m (37 ft)
- Altura: 2,9 m (9,5 ft)
- Superficie alar: 20,7 m² (222,8 ft²)
- Peso máximo al despegue: 2005 kg (4419 lb)
- Planta motriz: 1× motor radial de 7 cilindros refrigerado por aire Armstrong Siddeley Cheetah XVIII.
  - Potencia: 310 kW (427 HP; 422 CV)
- Hélices: Tripala de velocidad constante
- Diámetro de la hélice: 2,74 m

### Rendimiento
- Velocidad máxima operativa (Vno): 278 km/h (173 MPH; 150 kt) a 760 m (2500 pies)
- Velocidad crucero (Vc): 237 km/h (147 MPH; 128 kt) a 2100 m (7000 pies), mezcla débil
- Velocidad de entrada en pérdida (Vs): 105 km/h (65 MPH; 57 kt) (flaps abajo)
- Alcance: 781 km (422 nmi; 485 mi) (2,98 h)
- Techo de vuelo: 6200 m (20 341 ft)
- Régimen de ascenso: 10,5 m/s (2067 ft/min)
- Tiempo a altitud: 7,8 min hasta 3000 m (10 000 pies)

## Aeronaves relacionadas

### Aeronaves similares
- Percival Provost

### Secuencias de designación
- Secuencia HPR._ (interna de Handley Page Reading): HPR.1 - HPR.2 - HPR.3 - HPR.5 - HPR.7 →